# Großsteingrab Sønderby Marker 1
Das Großsteingrab Sønderby Marker 1 ist eine megalithische Grabanlage der jungsteinzeitlichen Nordgruppe der Trichterbecherkultur im Kirchspiel Selsø in der dänischen Kommune Frederikssund.

## Lage
Das Grab liegt nördlich von Sønderby auf einem Feld. In der näheren Umgebung gibt bzw. gab es zahlreiche weitere megalithische Grabanlagen.

## Forschungsgeschichte
In den Jahren 1873 und 1942 führten Mitarbeiter des Dänischen Nationalmuseums Dokumentationen der Fundstelle durch. Eine weitere Dokumentation erfolgte 1989 durch Mitarbeiter der Forst- und Naturbehörde.

## Beschreibung
Die Anlage besitzt eine runde Hügelschüttung mit einem Durchmesser von 12 m und einer Höhe von 1,5 m. Eine steinerne Umfassung ist nicht zu erkennen. Im Hügel liegen zwei Grabkammern, die als Ganggräber anzusprechen sind und in einer Achse zueinander liegen.
Die nordöstliche Kammer ist nordost-südwestlich orientiert und hat eine Länge von etwa 4 m und eine Breite von 2,2 m. Zur Anzahl der Wandsteine liegen keine Informationen vor. Die Decksteine fehlen. An der südöstlichen Langseite befindet sich der Zugang zur Kammer. Ihm ist ein nordwest-südöstlich orientierter Gang mit einer Länge zwischen 4,7 m und 5 m vorgelagert. Seine Breite beträgt außen 0,4 m und am Übergang zur Kammer 1,1 m.
Die südwestliche Kammer ist nordost-südwestlich orientiert und hat eine Länge von etwa 2,5 m und eine Breite von 2,2 m. Zur Anzahl der Wandsteine liegen keine Informationen vor. Die Decksteine fehlen. An der südöstlichen Langseite befindet sich der Zugang zur Kammer. Ihm ist ein nordwest-südöstlich orientierter Gang mit einer Länge von über 3,7 m vorgelagert.